# Coelostegia
Coelostegia es un género de grandes árboles  pertenecientes a la familia de las Bombacaceae. Es originario de Malasia, Sumatra y Borneo.

## Especies
- Coelostegia borneensis Becc.
- Coelostegia chartacea Soeg.Reksod
- Coelostegia griffithii  Benth.
- Coelostegia kostermansii Soeg.Reksod.
- Coelostegia montana K.Sidiyasa
- Coelostegia neesiocarpa Soeg.Reksod